# 柱形篩孔珊瑚
柱形篩孔珊瑚（学名：Coscinaraea columna）为絲珊瑚科篩孔珊瑚屬下的一个种。